# Jordi Baiget i Cantons
Jordi Baiget i Cantons (Balaguer, 30 de desembre de 1963) és un polític, exconseller d'Empresa i Coneixement de la Generalitat de Catalunya del gener del 2016 al juliol del 2017. Fou militant de Convergència Democràtica de Catalunya i posteriorment del Partit Demòcrata i va ser secretari del Govern de Catalunya entre 2012 i 2016.

## Biografia
Nascut a Balaguer, de ben petit va marxar a viure amb la seva família a Terrassa, on va viure fins a casar-se. És llicenciat en Ciències Econòmiques per la Universitat Autònoma de Barcelona. A la mateixa universitat va cursar estudis de postgrau en Anàlisi Econòmica. També hi va exercir de professor ajudant a la Facultat d'Economia i Empresa.
És militant de Convergència Democràtica de Catalunya des de l'any 1996, i des del 15è Congrés de CDC forma part del seu Comitè Executiu Nacional. Ja de jove havia militat a la Joventut Nacionalista de Catalunya i durant els seus estudis universitaris havia militat a la Federació Nacional d'Estudiants de Catalunya (1985). Va entrar a formar part del Servei d'Estudis del Grup Parlamentari Català de Convergència i Unió (CiU) per col·laborar en l'assessorament en aspectes econòmics, sectorials i socials. Ha estat també Secretari del Grup Parlamentari de CiU al Congrés dels Diputats d'Espanya.
Des de l'any 2004 és coordinador tècnic dels grups parlamentaris de CiU a Catalunya i a les Corts Generals. Durant la IX Legislatura de la Generalitat de Catalunya, que tingué lloc del 16 de desembre de 2010 al 25 de novembre del 2012, va ser director general de Coordinació Interdepartamental del Govern de Catalunya, càrrec que assumí des 4 de gener de 2011 fins al 27 de desembre de 2012, en què fou nomenat Secretari del Govern de la X Legislatura.
Jordi Baiget fou conseller de Túnels i Accessos de Barcelona fins a l'agost de 2014. També ha estat vicepresident tercer del Centre de Telecomunicacions i Tecnologies de la Informació de la Generalitat i vocal de la Junta de Govern de l'Institut Català de Finances i del Consell d'Administració d'Infraestructures de la Generalitat de Catalunya. També ha presidit l'Entitat Autònoma del Diari Oficial i de Publicacions de la Generalitat i ha estat membre del Consell d'Administració de Circuits de Catalunya.
El 14 de gener de 2016 va prendre possessió del càrrec de conseller d'Empresa i Coneixement de la Generalitat, després de ser nomenat el dia abans pel president de la Generalitat, Carles Puigdemont. El juliol de 2017 va sorprendre el Govern i l'opinió pública considerant que el referèndum de l'1 d'octubre podria acabar sent com la consulta del 9 de novembre. El mateix dia fou destituït pel president de la Generalitat, Carles Puigdemont. Santi Vila fou qui n'assumí la conselleria.
El 31 de gener de 2018 va declarar com a testimoni al Tribunal Suprem pel cas del procés independentista i va assegurar que era "irresponsabilitat no seguir una via pactada".